# صلاح بن غانم العلي
صلاح بن غانم العلي (مواليد 1966) هو سياسي قطري. شغل منصب وزير الشباب والرياضة من أكتوبر 2021 حتى 8 يناير 2024. درس الهندسة الإدارية في جامعة المحيط الهادئ.

## الحياة المهنية
اشتغل صلاح بن غانم العلي في عدة مناصب، فعمل رئيساً لقسم الموازنة بوزارة الشؤون البلدية والزراعة، قبل تعيينه نائباً لرئيس ديوان المحاسبة، بموجب المرسوم الأميري رقم 4 لسنة 1998م. وفي عام 2006 بموجب المرسوم الأميري رقم 13، أصبح رئيساً لديوان المحاسبة. وخلال مدة رئاسته لديوان المحاسبة ساهم العلي في تطوير الصورة العامة لديوان المحاسبة، كما ساهم في وضع الخطة الإستراتيجية لديوان المحاسبة للفترة 2005 — 2010. وفي عام 2007 بعد توقيع قطر على اتفاقية الأمم المتحدة لمكافحة الفساد، صدر المرسوم الأميري رقم 17 لسنة 2007 بإنشاء اللجنة الوطنية للنزاهة والشفافية وبتكليف العلي بصفته رئيسا لديوان المحاسبة برئاستها. وفي عام 2008، تم تكليفه برئاسة لجنة احتفالات اليوم الوطني لدولة قطر، حيث ساهم في وضع رؤية اليوم الوطني التي تدعو إلى "تعزيز الولاء والتكاتف والوحدة والاعتزاز بالهوية الوطنية القطرية".
وفي فترة 2011 — 2016، أسهم في تعزيز الحوكمة الرشيدة، وتحقيق التنمية المستدامة" للمجتمع القطري، وتعزيز مبدأ المساءلة وتطبيق معايير الحوكمة الرشيدة في جميع التصرفات المتعلقة بالمال العام. وفي عام 2011 تم تعيين صلاح بن غانم العلي مستشارا في مكتب ولي العهد القطري. كما عيّن في العام نفسه مديراً عاماً لمؤسسة الشيخ جاسم بن محمد بن ثاني للرعاية الاجتماعية. في عام 2012 ساهم في إطلاق قناة الريان الفضائية في 18 مايو 2012 التي وضعت الجمهور القطري. وفي أكتوبر عام 2021م، عين وزيرا للشباب والرياضة، وشغل المنصب حتى 2024م.

## وصلات خارجية
- الموقع الرسمي لـ وزارة الثقافة والرياضة القطرية